# Michelwinnaden
Michelwinnaden ist ein Ortsteil der Stadt Bad Waldsee im Landkreis Ravensburg in Baden-Württemberg.
Zu Michelwinnaden zählen auch die Wohnplätze Aspen, Lenatweiler, Lippertsweiler und Michelberg.

## Geschichte
Michelwinnaden wurde im 9. Jahrhundert von verschleppten Alpenslawen gegründet. Davon leitet sich der Namensbestandteil „Winnaden“ ab. Das Präfix „Michel“ (groß) wurde später hinzugefügt, um es von einem kleineren, ebenfalls von Winden gegründeten Nachbarort, dem heutigen Kleinwinnaden (Stadt Bad Schussenried), zu unterscheiden.
Die erste urkundliche Erwähnung von Winnaden, damals als „Winidon“, stammt aus dem Jahr 1220, 1275 wird es als „Winêden“ bezeichnet. Herren von Winnaden, möglicherweise Edelfreie, wurden von 1220 bis 1311 erwähnt. Im Südwesten befand sich eine abgegangene Burg, und ein Flurname („Wildenburg“) deutet auf eine weitere abgegangene Burg im Norden hin.
Burg und Dorf Winnaden gelangten von den Herren von Winnaden über die von Königsegg im Jahr 1385 an die Familie Wielin (später Wielin von Winnenden). Es folgten weitere Besitzerwechsel: 1425 an die Kommende Altshausen, 1448 an die Truchsessen und 1479 an Kloster Schussenried. Das Kloster errichtete um 1600 einen Amtshof, auch als „Schloss“ bezeichnet, der möglicherweise an der Stelle einer älteren Burg stand. Dieser Bau wurde 1661 verändert und diente später als Rathaus und Schule.
Im Jahr 1803 fiel Michelwinnaden zusammen mit Schussenried an die Grafen von Sternberg-Manderscheid. Ab 1806 stand es unter württembergischer Staatshoheit, zuerst dem Oberamt Waldsee, ab 1938 dem Landkreis Ravensburg zugehörig. Am 1. Januar 1975 wurde Michelwinnaden ein Ortsteil der Stadt Bad Waldsee. Im Jahr 1976 wurden die Ortsteile Gensenweiler, Hagnaufurt, Hervetsweiler und Wattenweiler nach Ingoldingen (Landkreis Biberach) umgegliedert.

### Kirche und Religion
Die Kirche und Pfarrei in Michelwinnaden werden erstmals 1275 erwähnt. Das Patronat wechselte 1290 von den Schenken von Schmalegg über die von Königsegg an die Kommende Altshausen und wurde vor 1508 inkorporiert. Im Jahr 1754 wurde es an Kloster Schussenried abgetreten und 1764 inkorporiert.
Die katholische Pfarrkirche St. Johannes Evangelist wurde Ende des 16. Jahrhunderts erbaut. Der Turm ist älter und wurde im 18. Jahrhundert erhöht; weitere Veränderungen erfolgten Mitte des 18. Jahrhunderts. Die Kirche wurde 1960/61 innen und 1969/70 außen renoviert. Das Patrozinium des Heiligen Johannes Evangelist ist seit 1500 belegt.

## Rißursprung
Ungefähr einen halben Kilometer südlich von Michelwinnaden, im Tannwald, entspringt einer der zwei Quellbäche der Riß. Die sogenannte Kalte Riß ist länger als der zweite, beim nahegelegenen Winterstettendorf entspringende Arm, die Warme Riß. Die Kalte Riß verläuft von ihrem Ursprung Richtung Norden nach Michelwinnaden. Dort fließt sie am Rand der Gemeinde durch den Burgweiher.

## Freizeit

### Sport
Der Fußballverein SC MiWi e.V. wurde 1977 gegründet.
Der Sportfischereiverein Michelwinnaden e. V. wurde 1981 gegründet.

### Musik
Der Musikverein >>Concordia<< Michelwinnaden e.V. besteht seit über 100 Jahren und wurde deshalb im Mai 2014 mit der Pro-Musica-Plakette ausgezeichnet.

### Burggrabenfest
Jährlich findet im Sommer das traditionelle Burggrabenfest am Burgweiher statt.